# Victor Eberhard
Victor Guido Feodor Eberhard (Pszczyna, 17 de janeiro de 1861 – 28 de abril de 1927) foi um geômetra cego alemão, conhecido pelo teorema de Eberhard caracterizando parcialmente os multiconjuntos de faces que podem formar polítopos convexos.

## Formação e carreira
Eberhard nasceu em 17 de janeiro de 1861 em Pleß, na Província da Silésia, Prússia (atual Pszczyna, sul da Polônia), onde seu pai Richard Eberhard era jurista. Ficou cego em 1873.
Obteve um doutorado em 1885 na Universidade de Wrocław, com a tese Über eine räumlich involutorische Verwandtschaft 7. Grades und ihre Kernfläche 4. Ordnung, orientado por Heinrich Schröter. Continuou seus estudos na Universidade Humboldt de Berlim e obteve a habilitação em 1888 na Universidade de Königsberg, com uma tese provando o teorema de Eberhard.
Em 1895 foi professor da Universidade de Halle-Wittemberg. A Faculdade de Filosofia da universidade não apoiou sua contratação, e ele recebeu pouco em seu novo cargo. Publicando apenas pequenos trabalhos em geometria após sua habilitação, foi forçado a se aposentar em 1926. Morreu em 1927.

## Livros
Eberhard foi autor de dois livros:
- Zur Morphologie der Polyeder (On the morphology of polyhedra, Teubner, 1891), expandido de sua tese de habilitação[7]
- Die Grundgebilde der Ebenen Geometrie (The foundations of plane geometry, Teubner, 1895)[8]